# Шункыркольский сельский округ
Шункырко́льский се́льский окру́г (каз. Шұнқыркөл ауылдық округі) — административная единица в составе Атбасарского района Акмолинской области Республики Казахстан. 
Административный центр — село Сочинское.

## География
Административно-территориальное образование расположено в южной части Атбасарского района. В состав сельского округа входит 2 населённых пункта.
Граничит с землями административно-территориальных образований: сельские округа Акана Курманова, Ярославский, Тельманский — на севере, Егиндыкольский район, Сепеевский сельский округ — на востоке, Нуринский район Карагандинской области — на юге, Жаксынский район — на западе.
Территория сельского округа расположена на Казахском мелкосопочнике. Рельеф местности представляет собой в основном прямую равнинность, в местах — волнистые, с малыми возвышенностями. Общий уклон в целом — с юга на север (в район реки Ишим). Средняя абсолютная высота округа — около 310 метров.
Гидрографическая сеть сельского округа представлена лишь озёрами и водоёмами — Сарыкемпир, Шункырколь, Ащысай, Асан Кожа и другие.
Климат холодно-умеренный, с условно хорошей влажностью. Среднегодовая температура воздуха положительная и составляет около +4,3°С. Среднемесячная температура воздуха в июле достигает +21,0°С. Среднемесячная температура января составляет около -14,0°С. Среднегодовое количество осадков составляет около 360 мм. Основная часть осадков выпадает в период с июня по июль.
С территории сельского округа начинается автомобильная дорога областного значения — КС-7 «Сочинское — Атбасар».

## История
В 1989 году на территории современного сельского округа существовали три административно-территориальных единиц Атбасарского района:
- Атбасарский сельсовет (сёла Шункырколь, Кайракты);
- Новомариновский сельсовет (сёла Новомариновка, За Озёром, Камысколь);
- Сочинский сельсовет (сёла Сочинское, Кокпекты).

В периоде 1991—1998 годов:
- сельсоветы были преобразованы в сельские администраций («Атбасарскую», «Новомариновскую», «Сочинскую»), позже, в 1995 году, — в сельские округа;
- Атбасарский сельский округ был переименован в Шункыркольский;
- населённые пункты — За Озёром, Камысколь, Кокпекты были упразднены;

Совместным решением Акмолинского областного маслихата и акимата Акмолинской области от 7 декабря 2005 года № ЗС-16-13 «О внесении изменений в административно-территориальное устройство области по Енбекшильдерскому, Сандыктаускому, Шортандинскому, Атбасарскому районам» (зарегистрированное Департаментом юстиции Акмолинской области 4 января 2006 года № 3170):
- село Кайракты Шункыркольского сельского округа было переведено в категорию иных поселений и исключено из учётных данных;
- поселение упразднённого населённого пункта — вошло в состав села Шункырколь.

Постановлением акимата Акмолинской области от 17 июня 2009 года № а-7/264 и решением Акмолинского областного маслихата от 17 июня 2009 года № 4С-15-9 «Об упразднении и преобразовании некоторых населенных пунктов и сельских округов Акмолинской области по Атбасарскому, Астраханскому и Енбекшильдерскому районам» (зарегистрированное Департаментом юстиции Акмолинской области 24 июля 2009 года № 3327):
- Новомариновский сельский округ был упразднён и исключён из учётных данных, — село Новомариновка и территория упразднённого сельского округа вошли в состав Шункыркольского сельского округа;
- административным центром Шункыркольского сельского округа был определён село Новомариновка.

Постановлением акимата Акмолинской области от 19 сентября 2016 года № А-11/451 и решением Акмолинского областного маслихата от 19 сентября 2016 года № 6С-5-4 «Об изменениях в административно-территориальном устройстве Атбасарского района Акмолинской области» (зарегистрированное Департаментом юстиции Акмолинской области 20 октября 2016 года № 5578):
- село Шункырколь было переведено в категорию иных поселений и исключено из учётных данных (как самостоятельная административная единица).

Постановлением акимата Акмолинской области от 25 октября 2019 года № А-11/506 и решением Акмолинского областного маслихата от 25 октября 2019 года № 6С-38-7 «Об изменении административно-территориального устройства Атбасарского района Акмолинской области» (зарегистрированное Департаментом юстиции Акмолинской области 1 ноября 2019 года № 7464):
- Шункыркольский сельский округ был преобразован с включением в его состав административной единицы «Село Сочинское» общей площадью в 129 738 гектар (1297,38 км2);
- административным центром Шункыркольского сельского округа был определён село Сочинское.

## Население
| Численность населения | Численность населения | Численность населения |
| 1989                  | 1999                  | 2009                  |
| --------------------- | --------------------- | --------------------- |
| 1189                  | ↘775                  | ↘304                  |

## Состав
| № | Населённый пункт | Тип населённого пункта       | Население, 1989 | Население, 1999 | Население, 2009 |
| - | ---------------- | ---------------------------- | --------------- | --------------- | --------------- |
| 1 | За Озером        | село, упразднено             | 49              | -               | -               |
| 2 | Кайракты         | село, упразднено             | 140             | -               | -               |
| 3 | Камысколь        | село, упразднено             | 107             | -               | -               |
| 4 | Кокпекты         | село, упразднено             | 5               | -               | -               |
| 5 | Новомариновка    | село                         | 1 254           | 790             | 603             |
| 6 | Сочинское        | село, административный центр | 1 330           | 1 134           | 880             |
| 7 | Шункырколь       | село, упразднено             | 1 049           | 775             | 304             |

## Местное самоуправление
Аппарат акима Шункыркольского сельского округа — село Новомариновка, улица Бейбитшилик, 23. 
- Аким сельского округа — Валитова Светлана Андреевна[1].